# Тучин (Колумбия)
Тучин (исп. Tuchín) — город и муниципалитет на севере Колумбии, на территории департамента Кордова.

## История
Поселение, из которого позднее вырос город, было основано 26 декабря 1826 года. Муниципалитет Тучин был выделен в отдельную административную единицу в 2007 году.

## Географическое положение
Город расположен на северо-востоке департамента, в пределах Прикарибской низменности, на берегах ручья Тучин, на расстоянии приблизительно 53 километров к северо-востоку от города Монтерии, административного центра департамента. Абсолютная высота — 49 метров над уровнем моря.
Муниципалитет Тучин граничит на западе с территорией муниципалитета Момиль, на юго-западе — с муниципалитетом Чима, на юго-востоке и востоке — с муниципалитетом Сан-Андрес-де-Сотавенто, на севере — с территорией департамента Сукре. Площадь муниципалитета составляет 128 км².

## Население
По данным Национального административного департамента статистики Колумбии, совокупная численность населения города и муниципалитета в 2015 году составляла 37 716 человек.
Динамика численности населения муниципалитета по годам:
| 2008   | 2009   | 2010   | 2011   | 2012   | 2013   | 2014   | 2015   |
| ------ | ------ | ------ | ------ | ------ | ------ | ------ | ------ |
| 32 295 | 32 970 | 33 684 | 34 436 | 35 219 | 36 024 | 36 860 | 37 716 |

## Транспорт
Через город проходит национальное шоссе № 78 (исп. Ruta Nacional 78).